# Friesenried
Friesenried – miejscowość i gmina w południowych Niemczech, w kraju związkowym Bawaria, w rejencji Szwabia, w regionie Allgäu, w powiecie Ostallgäu, wchodzi w skład wspólnoty administracyjnej Eggenthal. Leży w Allgäu, około 15 km na północny zachód od Marktoberdorfu.

## Demografia
| Rok  | Liczba mieszk. |
| ---- | -------------- |
| 1970 | 1 261          |
| 1987 | 1 399          |
| 2000 | 1 541          |

## Polityka
Wójtem gminy jest Wolfgang Gerum, rada gminy liczy 12 osób.
|      | FWG | Bürgerliste Blöcktach | Razem |
| 2008 | 8   | 4                     | 12    |
| 2002 | 8   | 4                     | 12    |